# Соколовка (Ивано-Франковский район)
Соколовка (укр. Соколівка) — село в Олешанской сельской общине Ивано-Франковского района Ивано-Франковской области Украины.
Население по переписи 2001 года составляло 63 человека. Занимает площадь 8,413 км². Почтовый индекс — 78040. Телефонный код — 03479.

## История
С 1934 по 1939 г. село находилось в составе Олешанской гмины.
Село входило в советское время в сельский совет Олеша.